# ライオンになりたいネコ
ライオンになりたいネコはうめ☆原作・作画によるネコのみぃくんがライオンになるために修行するAdobe Flashによるアニメ、またはそこに登場しているキャラクター。昭和30年代の東京の下町が舞台。略称はライネコ。

## 概要
登場キャラクターは、みぃくん、ビィ、ピィ、ミケ、ぶちぅさ、しろ、クロ、ちゅう殿、ぽち。
日本文芸社から出版されている『まちがいみーっけたパズル』内でも登場している他、2008年6月現在GyaO内コンテンツ「ショート・アニメーション・シアター」で4話まで放映されている。

## 関連書籍
- オムニバスプロモーション『ライネコ通信―ライオンになりたいネコ 今日もお決まりのサンポ』日本文芸社、2007年12月。ISBN 978-4537255461。
- オムニバスプロモーション『ライオンになりたいネコ』エンターブレイン、2008年7月。ISBN 978-4757743540。